# Thomas John Jehu
Thomas John Jehu FRSE, F.G.S. (19. Februar 1871, Brynafon – 18. Juli 1943) war ein britischer Arzt und Geologe. Die Jehu-Campbell Fossil Collection der University of Edinburgh wurde durch Jehu und Robert Campbell begründet und ist heute das Kernstück der Fossiliensammlung der „Highland Border Series“. Viele der Stücke in der Sammlung stammen aus der Region Aberfoyle.

## Leben
Jehu wurde am 19. Februar 1871 in Brynafon, Llanfair Caereinion, Montgomeryshire (Wales), als Sohn von John Jehu geboren. Nach dem Besuch der Schule in Oswestry studierte er an der University of Edinburgh Medizin und schloss 1893 den Medicinae Baccalaureus und den Baccalaureus Chirurgiae (M.B.) ab.
Er verblieb an der Universität, studierte weiter, und schloss nach einem Jahr mit dem Bachelor of Science ab. Anschließend studierte er an der University of Cambridge, wo er den Master-Abschluss in Science erwarb. Im Anschluss an seinen Studienabschluss verbrachte Jehu zwei Jahre als Heriot Research Fellow, mit der bathymetrischen Erforschung der Seen von Snowdonia und dem östlichen Caernarfonshire. Später verglich er die Ergebnisse mit einer Untersuchung von Gletschern in den Alpen. 1902 hatte Archibald Geikie die Einrichtung eines Lehrstuhls für Geologie an der University of St Andrews vorgeschlagen. 1903 wurde Jehu ernannt und damit erster Professor für Geologie an St Andrews. Jehu verfolgte auch hier seine Interessen an den glazialen Ablagerungen mit Untersuchungen der walisischer Geschiebemergel, insbesondere im Caernarfonshire und dem Pembrokeshire. Später verlagerte er seine Interessen auf die Highland Border Series bei Aberfoyle, wo er als erster Fossilien entdeckte.
Damals umfasste Jehus Aufgabe drei Colleges, das United College und St.Mary’s College in St. Andrews und das University College in Dundee. Jehu unterrichtete abwechselnd in Dundee und St. Andrews. Um die Lehre auszuweiten, wurde ab 1906 eine Assistenzstelle eingerichtet. 1911 wurde eine weitere Stelle genehmigt. Während dieser Zeit war Jehu auch Mitglied einer königlichen Kommission zur Untersuchung der Küstenerosion.
1914 folgte Jehu seinem Lehrer, James Geikie, auf den Stuhl des Regius Professor of Geology. Sein Assistent aus St. Andrews, Robert M. Craig, folgte ihm nach Edinburgh und wurde Professor für Wirtschaftsgeographie. Die beiden Männer lenkten ihre Aufmerksamkeit auf die Äußeren Hebriden, über welche sie eine wegweisende Arbeit verfassten.
1932 leitete Jehu den Umzug seiner Abteilung vom Old College der University of Edinburgh zu den King's Buildings, wo es seither im Grant Institute untergebracht ist, das mit der Stiftung von Sir Alexander Grant finanziert wurde. Jehu selbst hatte sich um die Spendengelder bemüht und verdient auch hierfür hohes Ansehen.
Er behielt die Professur bis zu seinem Tode am 18. Juli 1943. Sein Amtsnachfolger wurde Arthur Holmes.

## Arbeiten
Jehu erarbeitete sich einen Namen durch die wohlgeplanten und durchgeführten Untersuchungen des metamorphen magmatischen Gesteins der Highland Border Series um Aberfoyle und des archäischen Komplexes der Äußeren Hebriden.

## Ehrungen
1905 wurde er auf Vorschlag von James Geikie, Benjamin Neeve Peach, John Horne, und Ramsay Heatley Traquair zum Fellow der Royal Society of Edinburgh berufen. Er wurde mit dem Keith Price der Royal Society 1925–27 geehrt und diente als Vizepräsident von 1929–32.
Von 1917 bis 1918 war er Präsident der Edinburgh Geological Society (Geologischen Gesellschaft Edinburghs).

## Familie
1904 heiratete er Annie Stewart.

## Bibliografie

### Artikel
- The glacial deposits of northern Pembrokeshire; Transactions of the Royal Society of Edinburgh, 1904; doi:10.1017/S0080456800033226
- The glacial deposits of western Caernarvonshire; Transactions of the Royal Society of Edinburgh, 1909; doi:10.1017/S0080456800011868
- Discovery of Fossils in the Chert and Black Shale Series at Aberfoyle; Nature 89 vom 6. June 1912; Seite 347; doi:10.1038/089347a0

### Bücher
- 1902 Some problems in variation and heredity
- 1902 A bathymetrical and geological study of the lakes of Snowdonia and eastern Carnarvonshire
- 1904 University of Glasgow ; Chair of Geology ; letter of application and testimonials in favour of Thomas J. Jehu
- 1909 Abstract of twelve Lectures delivered on "The History of North-West Europe during Tertiary Times
- 1912 Abstract of twelve Lectures delivered on "The Record of Life as revealed in the Rocks
- 1913 Abstract of twelve Lectures delivered on "The Natural History of Minerals and Ores
- 1914 The rise and progress of the Scottish school of geology : an inaugural lecture
- 1919 Abstract of twelve Lectures on "Man and His Ancestry
- 1923 Geology of the Outer Hebrides, Parts 1–5 (mit Robert M. Craig)
- ?  A Sketch of the Geology of Iona
- 1930 Iona, past and present (mit Alec Ritchie und Euphemia Ritchie)